# 光唇碘泡虫
光唇碘泡虫（学名：Myxobolus acrossocheilusi）为碘泡科碘泡虫属的动物。在中国，分布于云南等，营寄生生活，寄生在云南光唇鱼的肾和膀胱。